# Брискоу (окръг, Тексас)
Окръг Брискоу (на английски: Briscoe County) е окръг в щата Тексас, Съединени американски щати. Площта му е 2336 km², а населението - 1790 души (2000). Административен център е град Силвъртън.